# ديك مالوني
ديك مالوني هو كاتب أغاني كندي، ولد في 17 مارس 1933 في أوتاوا في كندا، وتوفي في 19 أغسطس 2010.

## وصلات خارجية
- الموقع الرسمي
- ديك مالوني على موقع IMDb (الإنجليزية)
- ديك مالوني على موقع ميوزك برينز (الإنجليزية)